# Эпигея гаультериевидная
Эпигея гаультериевидная (лат. Epigaea gaultherioides) — вид цветковых растений рода Эпигея (Epigaea) семейства Вересковые (Ericaceae).

## Ботаническое описание
Низкий стелющийся вечнозелёный кустарник.
Листья очередные.
Соцветия состоят из 1—2, редко 3—4 цветков. Цветки крупные, воронковидные, розоватые.

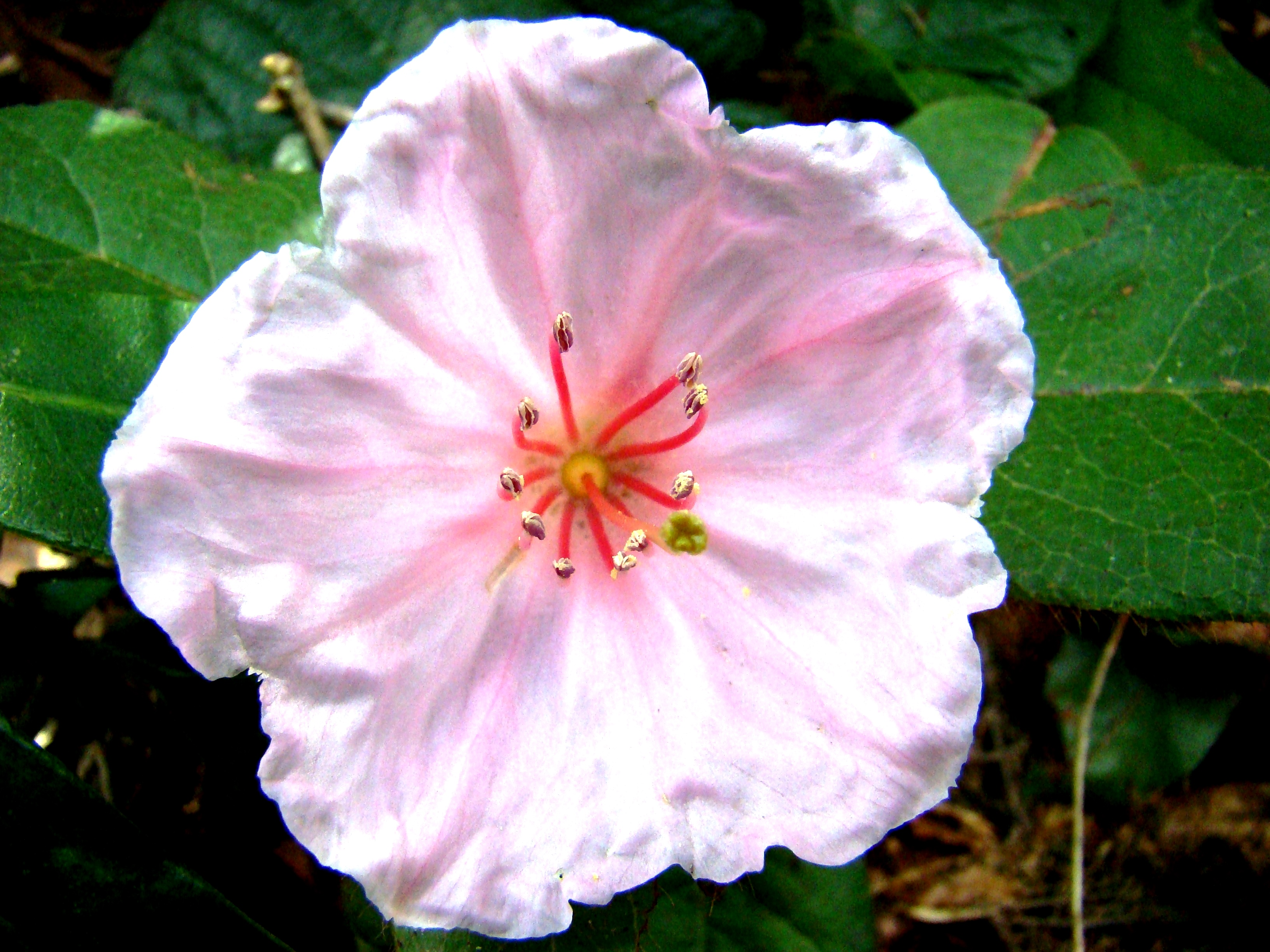
Цветок

## Распространение и экология
Реликт третичного периода. 
Центр ареала находится в Лазистане (северо-восточная Турция), встречается на территориях Ризе, Эрзерума и Андона. В Аджарии известно только одно обитание в верховьях ручья Намцвависцхали, притока реки Королисцхали, протекающей в окрестностях города Батуми.
В Грузии растёт в полосе букового леса на высоте 800—900 над уровнем моря, на каменистом склоне вместе с берёзой Медведева и рододендроном Унгерна. Цветёт ранней весной, но если в ущелье много снега, то в июне. Семенами размножается слабо, в основном вегетативным путём.

## Таксономия
Epigaea gaultherioides (Boiss. & Balansa) Takht., Заметки по систематике и географии растений. Тбилиси. 10: 32. 1941.
basionym Orphanidesia gaultherioides Boiss. & Balansa., Plantarum orientalium novarum. 1: 4. 1875.